# Josèp Salvat
Josèp Salvat (Rivel, 1899 – Surba, 1972) va ser un sacerdot i escriptor occità.
Ordenat sacerdot el 1912, va ser un gran defensor de la llengua occitana. El 1927 va fundar l'escòla occitana, una escola felibrenca. Va promoure l'occità sobretot per mitjà dels sermons, pronunciant-ne més de dos-cents.
Va escriure una gramàtica occitana el 1943 i diversos estudis sobre altres escriptors en llengua occitana com Filadèlfa de Gèrda o August Forès.
Des de 1942 fou membre corresponent estranger de la Reial Acadèmia de Bones Lletres de Barcelona.
El 1944 va ser deportat al camp de concentració alemany de Neuengamme.